# Josué García Laparra
Josué García Laparra 21 de agosto de 1988, Ciudad de Guatemala, Guatemala es un futbolista Guatemalteco. Juega en la posición de defensa para el Club Social y Deportivo Coatepeque de Guatemala. García Laparra creció como jugador en las divisiones inferiores de Aurora F.C. de Guatemala, luego se dio a conocer en la Liga Mayor jugando para el Deportivo Suchitepéquez. El 18 de diciembre de 2012 firma un contrato por dos temporadas y media con el Club Social y Deportivo Municipal. En la temporada 2014/15 pasa a formar parte de la plantilla del Club Social y Deportivo Coatepeque. Josué también ha sido convocado a selección nacional de Guatemala

## Clubes
| Club                                  | País      | Año         |
| ------------------------------------- | --------- | ----------- |
| Club Social y Deportivo Suchitepéquez | Guatemala | 2008 - 2012 |
| Club Social y Deportivo Municipal     | Guatemala | 2012        |
| Club Social y Deportivo Coatepeque    | Guatemala | 2013 - 2014 |